# Шадурский, Виктор Геннадьевич
Шадурский Виктор Геннадьевич (бел. Віктар Генадзевіч Шадурскі; род. 1961, Сарья, Верхнедвинский район, Витебская область) — белорусский историк, доктор исторических наук (2001), профессор (2002) кафедры международных отношений, декан факультета международных отношений БГУ (с 2008 по 2021 год).

## Биография
Родился в деревне Сарья Верхнедвинского района Витебской области БССР в 1961 году.
В 1984 году окончил исторический факультет БГУ, в 1988 году — аспирантуру БГУ.
Работал преподавателем, старшим преподавателем, доцентом исторического факультета БГУ. Избирался секретарем комитета комсомола БГУ.
В 1992—1997 годах — начальник управления международных связей БГУ.
С ноября 1997 года — докторант факультета международных отношений БГУ.
В 2000—2008 годах — заместитель декана факультета международных отношений БГУ.
С 1 сентября 2008 года являлся деканом факультета международных отношений Белорусского государственного университета. Сфера его научных интересов включает актуальные проблемы внешней политики Республики Беларусь, её отношения с европейскими государствами, внутреннюю и внешнюю политику Франции, место и роль стран Балтийского региона в современной мировой политике, глобальные проблемы мирового развития и их влияние на нашу страну.
Автор многочисленных научных публикаций по указанной проблематике, в том числе изданных за рубежом, а также монографии и учебного пособия, рекомендованного Министерством образования Республики Беларусь. Член Учёного совета БГУ, председатель редакционного совета «Журнала международного права и международных отношений»
3 марта 2021 г. покинул должность декана факультета международных отношений БГУ.

## Награды
- Почётная грамота Национального собрания Республики Беларусь (2013)[5];
- медаль Франциска Скорины (2014) — за многолетний плодотворный труд, образцовое выполнение служебных обязанностей, большой личный вклад в достижении высоких творческих показателей в системе образования[6][7].